# Tamara Horacek
Tamara Horacek (født 5. November 1995 i Požega) er en kvindelig fransk. håndboldspiller, der spiller for Slovenske RK Krim og Frankrigs kvindehåndboldlandshold.
Hun er verdensmester fra VM i 2023. Desuden deltog hun under EM i håndbold 2016 i Sverige, hvor det franske hold vandt bronzemedaljer, Sommer-OL 2016 og 2024, hvor hun vandt sølvmedaljer, og VM i 2021, hvor hun også vandt sølvmedaljer.